# تپه چیا نیازآباد
تپه چیا نیازآباد مربوط به عصر مس است و در شهرستان سلسله (الشتر)، بخش مرکزی، دهستان دوآب، ۱۰۰ متری جنوب غرب روستای نیازآباد واقع شده و این اثر در تاریخ ۷ اسفند ۱۳۸۶ با شمارهٔ ثبت ۲۱۳۸۵ به‌عنوان یکی از آثار ملی ایران به ثبت رسیده است.